# Pérail
De pérail is een Franse kaas, een witschimmel schapenkaas, geproduceerd in de Aveyron, in de Occitanie.
De pérail is een jonge kaas, een kaas die niet lang bewaard kan worden. De kaas is wit tot licht geelachtig van buiten en zacht, romig van binnen. De schapenmelk van de schapen van de kalkhoogvlakte, de Causses, geeft de kaas wel een pittige smaak.

De kaas rijpt slechts 8 – 12 dagen.
De kaas komt voort uit de boerentraditie van de Causses, waar deze kaas gemaakt werd voor direct eigen gebruik. Archeologische vondsten tonen aan dat de kaas al een lange traditie heeft. Maar door zijn beperkte bewaarmogelijkheden kwam de kaas niet buiten de regio, in tegenstelling tot de blauwe kazen, die wel langer bewaard konden worden.
De pérail is geen AOC-kaas, maar het AOC keurmerk is wel aangevraagd.